# 第16任務部隊
第16任務部隊（だい16にんむぶたい、英語: Task Force 16）は、アメリカ海軍の任務部隊の1つ。太平洋戦争において、空母機動部隊として日本軍相手に活躍したことで知られる。

## 概要
第16任務部隊は1942年2月中旬に空母「エンタープライズ」、重巡洋艦「ソルトレイクシティ」、「ノーザンプトン」、駆逐艦6隻で編成された。司令長官はウィリアム・ハルゼー中将。
第16任務部隊の最初の任務は南鳥島および日本占領下のウェーク島への攻撃であった。それから第18任務部隊の空母ホーネットおよびその護衛艦艇と合流し、4月東京を空襲した（ドーリットル空襲）。5月、ハルゼーは珊瑚海で第17任務部隊と合流することを命じられた。しかし、第16任務部隊が合流するまえに珊瑚海海戦は終了した。
その後、ハルゼーが皮膚病で入院したためレイモンド・スプルーアンス少将が司令官となり、第17任務部隊と共に6月のミッドウェー海戦を勝利に導いた。
8月、第16任務部隊は海兵隊のガダルカナル島上陸を支援した。そして、第二次ソロモン海戦、続いて10月の南太平洋海戦、11月の第三次ソロモン海戦に参加した。
1943年3月、第16.6任務群が日本艦隊と交戦した（アッツ島沖海戦）。4月にはアッツ島を攻撃しその後もアリューシャン列島の奪回を支援した。
1944年、1945年の第16任務部隊は護衛駆逐艦とタンカーからなる補給部隊であった。